# (142759) Covey
(142759) Covey est un astéroïde de la ceinture principale.

## Description
(142759) Covey est un astéroïde de la ceinture principale. Il fut découvert le 10 octobre 2002 à l'observatoire d'Apache Point par le programme Sloan Digital Sky Survey. Il présente une orbite caractérisée par un demi-grand axe de 2,43 UA, une excentricité de 0,11 et une inclinaison de 0,5° par rapport à l'écliptique.

## Compléments